# Cle Elum River
Der Cle Elum River ist ein Fluss im Kittitas County im US-Bundesstaat Washington. Der 45 km lange Fluss entspringt am Osthang des Mount Daniel in der Kaskadenkette und fließt durch den Wenatchee National Forest. Am Oberlauf durchfließt er zunächst zwei kleine Seen – Hyas Lake und den kleineren Tucquala Lake. Auf dem Weg nach Süden nimmt der Cle Elum River zahlreiche Bäche aus Seitentälern auf, die beiden bedeutendsten sind Waptus River und Cooper River. Nach etwa 36 km erreicht der Fluss den großen Cle Elum Lake. Nach Verlassen des Sees fließt er einige Kilometer parallel zum Yakima River, zunächst von dessen Tal durch eine Hügelkette (Easton Ridge) getrennt, in südöstliche Richtung und mündet schließlich bei der Stadt Cle Elum in den Yakima River, welcher wiederum in den Columbia River fließt.
Der Name des Flusses kommt aus der Sprache der Yakama und bedeutet Schnelles Wasser. Der Oberlauf des Flusses ist ein beliebtes Wildwasserrevier für Rafting und Kajakfahrer.